# میخ‌پنجه سرآبی
میخ‌پنجه سرآبی (نام علمی: Centropus monachus) نام یک گونه از سرده میخ‌پنجه است.